# Velpke
Velpke – miejscowość i gmina w Niemczech, w kraju związkowym Dolna Saksonia, w powiecie Helmstedt, siedziba gminy zbiorowej Velpke. W 2023 roku liczyła 4999 mieszkańców, w tym 2532 kobiety i 2467 mężczyzn.